# Matthew Roydon
Matthew Roydon, auch Mathew Roydon, Royden, († 1622) war ein englischer Dichter.
Roydon studierte an der Universität Oxford mit dem Abschluss des Magister artium 1580.  Bald darauf war er Teil eines literarischen Kreises in London und bekannt mit führenden Dichtern wie Philip Sidney (dem er seine Elegie, or Friends passion for his Astrophil, widmete bei Sidney´s Tod), Christopher Marlowe, Edmund Spenser, Thomas Lodge und George Chapman. Außer seine Elegie für Sidney (die Thomas Nashe 1587 anführt, als er ihn als einen fähigen Dichter in London würdigt) ist wenig von ihm bekannt (Gedichte in den Sonnets von Thomas Watson von 1581 und in True Reporte von Sir George Peckham von 1583).
Er wird manchmal zum Freidenker-Kreis um Walter Ralegh (School of Night) und Christopher Marlowe gezählt. Chapman widmete ihm Shadow of Night (1594) und Ovid´s Banquet of Sens (1595). 
Später (um 1609) war er im Dienst des Förderers von Literaten Robert Radclyffe, 5. Earl of Sussex. Am Ende seines Lebens verarmte er und erscheint in einer Almosenliste des Schauspielers  Edward Alleyn (1618, 1622).
Er ist nicht mit dem zu ihm zeitgenössischen Kanoniker der St. Paul´s Cathedral Matthew Roydon zu verwechseln.